# Campdàsens (Osca)
Campdàsens (en castellà: Candasnos) és un municipi de l'Aragó, a la comarca del Baix Cinca.

## Història
- A l'abril de 1188 el rei Alfons II d'Aragó va donar al Monestir de Sixena i la seva dona Sança el territori de Campdàsens, als Monegres, per tal que aixequessin una població segons els termes fixats pel monarca (UBIETO ARTETA, Documentos de Sijena, I, nº. 7).
- El 25 de maig de 1209, el rei Pere II d'Aragó donà Campdàsens al monestir de Sixena, repetint els mateixos termes que s'havien inclòs al document anterior (UBIETO ARTETA, Documentos de Sijena, I, nº. 55).
- El 1211, Sibila d'Eril va vendre a Sixena el lloc de Campdàsens, que havia estat donat a la seva família pel rei Alfons II d'Aragó i havia estat confirmat per Pere II d'Aragó (UBIETO ARTETA, Documentos de Sijena, I, nº. 59).
- El gener de 1217, el monestir de Sixena va donar el terme de Campdàsens a 37 ciutadans perquè cultivessin les terres a canvi d'un tribut anual. Els límits de la donació havien estat fixats pel rei Pere II d'Aragó entre Fraga i Sixena (UBIETO ARTETA, Documentos de Sijena, I, nº. 76).
- El 15 de desembre de 1234 el rei Jaume I d'Aragó va concedir a Ramon Berenguer d'Àger el domini feudal de Campdàsens (HUICI-CABANES, Documentos, nº. 204).
- El 8 de juny de 1257 Jaume I d'Aragó va cedir Campdàsens a Raimon de Borja (HUICI-CABANES, Documentos, nº. 737).
- El 3 de novembre de 1437 el rei Alfons V d'Aragó va donar als homes de la baronia d'Alfajarín, entre els quals es comptava als residents de Campdàsens, una franquícia perpètua dels drets reials, ja que la baronia havia estat comprada per Joan de Mur i es trobava pràcticament arruïnada (SINUÉS, nº. 146).
- El 1610 la ciutat era novament depenent del monestir de Sixena (LABAÑA, p. 97 y 105)
- El 1845, segons MADOZ, Campdàsens disposava de:
  - 130 cases, distribuïdes en carrers de traçat irregular i amb ferm rocallós
  - Escola de primeres lletres, on assistien 55 alumnes, i una segona escola amb 36 nenes
  - 37 focs, amb 222 residents

## Economia

### Agricultura
Actualment, la localitat de Campdàsens està vivint grans canvis a causa dels nous regadius i la concentració parcel·lària que s'ha derivat d'aquesta reforma. Així, els cultius tradicionals de secà han donat pas a altres durant molt de temps esperats, com són el blat de moro, els gira-sols o l'alfals. Tots ells s'han anat compaginant amb els anteriors i, de mica en mica, han anat ocupant una major superfície.

### Ramaderia
El sector ramader està constituït principalment per explotacions intensives de porcí, oví, avícoles i petites explotacions cunícoles. En termes generals, l'activitat del sector es troba molt associada a les activitats agrícoles.
Recentment, a causa de les noves normes veterinàries, la ramaderia porcina està experimentant una profunda evolució per tal de posar-se al dia i satisfer, en conseqüència, les exigències del mercat.

### Serveis
L'activitat d'aquest sector es troba centrada, bàsicament, en l'oferta d'hostaleria i restauració depenent de la carretera N-II i l'autopista AP-2.
La localitat disposa també de servei mèdic, farmàcia, diversos establiments i oficis professionals. Una nova font de treball, de caràcter més extraordinari, són les que es deriven de les obres de transformació agrària que es desenvolupen a la comarca.
Pel que fa als principals centres d'atracció comercial, aquests estan situats a les ciutats de Fraga i Lleida.

## Administració

### Llista dels darrers alcaldes de Campdàsens
| Període   | Alcalde                | Partit |  |
| --------- | ---------------------- | ------ |  |
| 1979-1983 | Javier Angás Baches    | PSOE   |  |
| 1983-1987 | Javier Angás Baches    | PSOE   |  |
| 1987-1991 | Javier Angás Baches    | PSOE   |  |
| 1991-1995 | Andrés Pueyo Labara    | PP     |  |
| 1995-1999 | Andrés Pueyo Labara    | PP     |  |
| 1999-2003 | Andrés Pueyo Labara    | PP     |  |
| 2003-2007 | Antonio Guisado Lasala | PSOE   |  |
| 2007-2011 | Antonio Guisado Lasala | PSOE   |  |

### Resultats electorals
| Eleccions municipals |      |      |      |
| Partit               | 2003 | 2007 | 2011 |
| PP                   | 3    | 3    | 4    |
| PSOE                 | 4    | 4    | 3    |
| CHA                  |      |      |      |
| PAR                  |      |      |      |
| IU                   |      |      |      |
| Total                | 7    | 7    | 7    |

## Demografia
L'evolució de la població al llarg del segle xx i els primers anys del segle xxi és la següent:
| 1900  | 1910  | 1930 | 1940  | 1950 | 1960 | 1970 | 1981 | 1986 | 1992 | 1999 | 2004 | 2007 |
| ----- | ----- | ---- | ----- | ---- | ---- | ---- | ---- | ---- | ---- | ---- | ---- | ---- |
| 1.006 | 1.050 | 885  | 1.020 | 975  | 844  | 814  | 723  | 699  | 623  | 558  | 470  | 438  |

## Monuments

### Monuments religiosos
- Parròquia dedicada a l'Assumpció de Nostra Senyora, romànica amb ampliacions gòtiques. En destaquen l'absis i les pintures murals del presbiteri
- Ermita de Sant Bartomeu
- Ermita de Nostra Senyora del Pilar

### Monuments civils
- Casa Abió i casa Ballabriga, amb un acabat en porxada amb arcs de mig punt
- Pou de Gel

## Cultura
Als jaciments arqueològics de Valdeladrones, Tozal de los Regallos o Cabeza de la Vieja s'han trobat diferents restes de l'edat de bronze i principis de l'edat de ferro.

## Festes
- 25 d'abril, en honor de Sant Marc
- 15 d'agost, en honor de la Verge de l'Assumpció
- 16 d'agost, en honor de Sant Roc

## Oci
L'Associació Cultural de Cinema de Campdàsens, al Cinema Càmara de la localitat, projecta pel·lícules tots els caps de setmana.